# Мігель Абіа Бітео Боріко
Мігель Абіа Бітео Боріко (ісп. Miguel Abia Biteo Boricó; 1961 — 6 грудня 2012) — політичний діяч Екваторіальної Гвінеї, прем'єр-міністр країни (2004–2006).

## Життєпис
Походив з етнічної групи бубі — найчисленнішої в країні, але яка при цьому не мала значимого політичного впливу. Освіту здобув в СРСР, за фахом — гірський інженер. Після повернення на батьківщину обіймав ключові посади у нафтовій промисловості.

### Кар'єра
- 1999–2000 — міністр фінансів, вийшов у відставку після корупційного скандалу;
- 2001–2004 — міністр у зв'язках з парламентом та з правових питань;
- 2004–2006 — прем'єр-міністр Екваторіальної Гвінеї, вийшов у відставку після різкої критики з боку президента, був заарештований за звинуваченням у співпраці з забороненим Рухом за самовизначення острова Біоко. За деякими даними до нього застосовувались тортури. Пізніше був звільнений;
- 2008–2012 — міністр праці й соціального забезпечення.